# Phrygionis amblopa
Phrygionis amblopa är en fjärilsart som beskrevs av Louis Beethoven Prout 1933. Phrygionis amblopa ingår i släktet Phrygionis och familjen mätare. Inga underarter finns listade i Catalogue of Life.